# Instituto Marítimo Pesquero de Santa Cruz de Tenerife

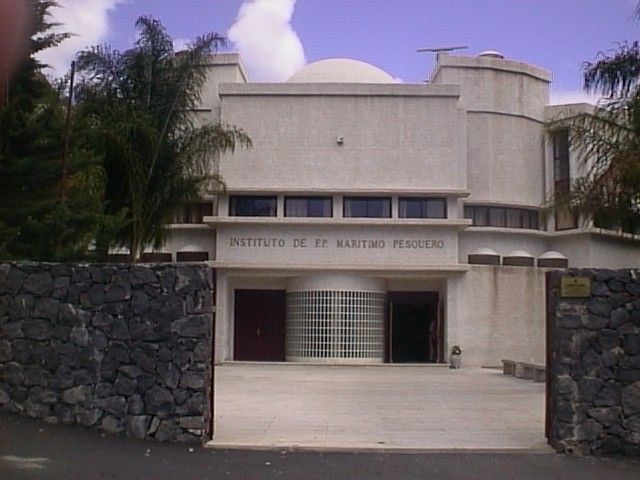
Instituto de F.P. Marítimo-Pesquero de Santa Cruz de Tenerife, situado en San Andrés.

El Instituto de F.P. Marítimo Pesquero de Santa Cruz de Tenerife es actualmente el único centro en la provincia de Santa Cruz de Tenerife (Canarias, España) donde se pueden cursar estudios profesionales náutico pesqueros, impartiéndose además el curso necesario para obtener el certificado de formación básica, imprescindible para poder tramitar la libreta de inscripción marítima y para poder realizar cualquier tipo de trabajo profesional a bordo de un buque. 
Actualmente la sede está situada en el pueblo pesquero de San Andrés en Santa Cruz de Tenerife, en donde atiende a numerosos alumnos venidos de toda la isla y de la provincia.

## Historia y fundación
El Instituto de F. P. Marítimo Pesquero de Tenerife empezó como Sección Oficial de F.P. Marítimo-Pesquera, en 1980; como en aquellos momentos la Sección oficial dependía del Ministerio de Agricultura, Pesca y Alimentación a través del Patronato de Promoción de la de Formación Profesional Marítimo-Pesquera y no poseía instalaciones propias, durante sus primeros años las clases se impartieron en la Casa del Mar en Santa Cruz (Avenida Francisco La Roche).
La Sección Oficial pasó a depender de la Dirección General de Pesca en 1985, cuando la Consejería de Agricultura y Pesca del Gobierno de Canarias asume las transferencias en materia de enseñanzas profesionales Marítimo Pesqueras (Real Decreto 1.939/1.985, de 9 de octubre). 
Es en 1986 cuando el centro adopta su nombre actual: Instituto de F.P. Marítimo-Pesquero de Santa Cruz de Tenerife.
Desde el principio, en el centro se imparten tanto enseñanzas Marítimo-Pesqueras enseñanzas regladas) como Náutico-Pesqueras (enseñanzas no regladas o de adultos), en las especialidades de Navegación de Cabotaje, de Pesca Marítima y de Máquinas Navales. Aunque, en los últimos años, con los cambios introducidos por la LOGSE en Formación Profesional, las especialidades se han visto incrementadas y, en ciclos formativos, existe actualmente oferta de Buceo profesional y de Acuicultura.

## Edificio

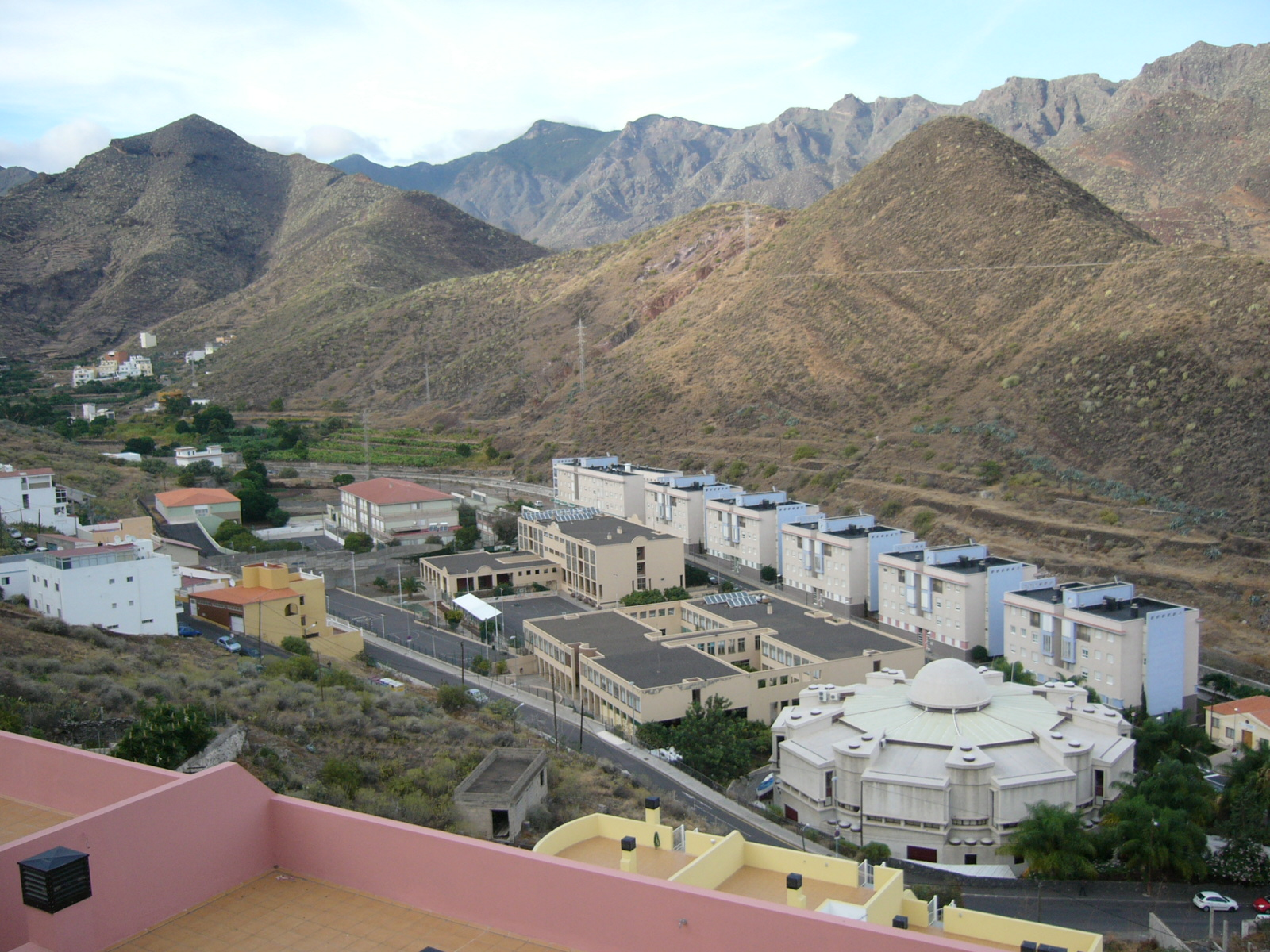
El Cercado, lugar donde se encuentran los centros educativos de San Andrés. Abajo a la derecha se encuentra el edificio del Instituto Marítimo Pesquero que destaca en el paisaje por su color blanco y su arquitectura.

La sede actual del Instituto Marítimo Pesquero de Santa Cruz de Tenerife fue inaugurada en octubre de 1994 y se encuentra en la localidad de San Andrés (pueblo de gran tradición pesquera) en la calle El Cercado, N.º 2. El edificio es de tres pisos y de planta circular. Está rodeado de una amplia zona ajardinada, destacando en el paisaje del pueblo por su color blanco y por su grandiosa cúpula. El edificio del Instituto Marítimo Pesquero se encuentra cerca de otros edificios educativos como el Colegio de Primaria de San Andrés y el Instituto de Enseñanza Secundaria de San Andrés.
En el edificio se encuentran las dependencias administrativas, las aulas, la biblioteca, el salón de actos, la sala de informática y los departamentos didácticos. Cuenta con talleres de mecanizado, electricidad, motores, neumáticos e hidráulicos; dos laboratorios de biología marina, una cámara hiperbárica y modernos simuladores de navegación y pesca, de máquinas y de comunicaciones. A lo largo del año académico se programan prácticas en el buque La Bocaina.

## Ciclos que se imparten
Los ciclos formativos, tanto de grado medio como de grado superior que se imparten, son:
- C.F.G.M. de Buceo a Media Profundidad (LOE) (2000 horas)
- C.F.G.M. de Cultivos Acuícolas (LOE) (2000 horas)
- C.F.G.M. de Operación, Control y Mantenimiento de Máquinas e Instalaciones del Buque (LOE) (2000 horas)
- C.F.G.M. de Pesca y Transporte Marítimo (LOE) (2000 horas)
- C.F.G.S. de Supervisión y Control de Máquinas e Instalaciones del Buque (LOE) (2000 horas)
- C.F.G.S de Navegación, Pesca y Transporte Marítimo (LOE) (2000 horas)

Además, los antiguos cursos profesionales ("cursos de adultos") dejaron de existir en enero de 2002, 
por lo que se han introducido los actuales: Capitán de Pesca, Patrón Costero Polivalente, Patrón Local de Pesca y Marinero Pescador.
También el Instituto está homologado para la impartición y revalidación de Formación básica en seguridad, que engloba los antiguos Certificado de Competencia de Marinero, Primeros auxilios, Supervivencia en la Mar Nivel I y Contraincendios Nivel I.
Otros cursos o certificados de especialidad homologados por la Dirección General de la Marina Mercante (D.G.M.M.) que se imparten en este Centro son el de Actualizaciones de Tarjetas Profesionales, Certificado de suficiencia de marinero de puente de la marina mercante, Certificado de suficiencia de marinero de máquinas de la marina mercante, Patrón Portuario, Operador restringido del sistema mundial de socorro y seguridad marítimo (S.M.S.S.M.) y Certificado de buques de pasaje.